# Miloš Hrstić
Miloš Hrstić (Vojnić, 1955. november 20. –) jugoszláv válogatott horvát labdarúgó, hátvéd, edző.

## Pályafutása

### Klubcsapatban
1968-ban az NK Rijeka korosztályos csapatában kezdte a labdarúgást. Az első csapatban 1975-ben mutatkozott be. 1985-ig szerepelt az NK Rijekában és két jugoszláv kupagyőzelmet szerzett az együttessel. 1985–86-ban a spanyol Deportivo de La Coruña játékosa volt. 1987–88-ban az Olimpija Ljubljana csapatában fejezte be az aktív labdarúgást.

### A válogatottban
1979 és 1982 között tíz alkalommal szerepelt a jugoszláv válogatottban. Az olimpiai válogatottban négyszer játszott. Az 1980-as moszkvai olimpián negyedik lett a csapattal. Részt vett az 1982-es spanyolországi világbajnokságon.

### Edzőként
1988–89-ben az Orijent, 1989–90-ben az NK Rijeka ifjúsági csapatának, 1991 és 1993 között az NK Pazinka, 1993–94-ben az NK Grobničan vezetőedzője volt. 1994 és 2007 között a Közel-Keleten és Kínában tevékenykedett. 2008-ban ismét az NK Grobničan szakmai munkáját irányította. 2009-ben Bahreinben, 2010–11-ben Kínában, 2012-ben Szaúd-Arábiában, 2013-ban ismét Kínában dolgozott edzőként. 2017 óta a kínai Sichuan Longfor ifjúsági akadémiájának a sportigazgatóként tevékenykedik.

## Sikerei, díjai
Jugoszlávia
- Olimpiai játékok
  - 4.: 1980, Moszkva

 NK Rijeka
- Jugoszláv kupa
  - győztes (2): 1977–78, 1978–79